# 동묘앞역
동묘앞역(Dongmyo Station, 東廟앞驛)은 서울특별시 종로구 숭인동에 있는 수도권 전철 1호선과 서울 지하철 6호선의 환승역이다. 서울 지하철 6호선은 청계천 하저터널로 신당역과 연결된다.
1호선의 경우 군자차량사업소로 이어지는 입·출고 선로가 이 역의 동쪽에서 본선과 분기하며, 입·출고 열차는 이 역에서 시·종착한다.

## 개요
이 역의 역명은 부근에 동관왕묘가 있다는 것에서 유래하였다. 1호선의 경우 서울교통공사 소속 차량에 한하여 기지 입고 차량으로 동대문역 방향에서 오는 동묘앞행 열차가 운행하며 기지에서 출고하는 차량에 한해 이 역에서 열차가 출발한다.
이 역은 서울지하철공사(현 서울교통공사)의 공사 사업에 대한 여러가지 의문이 제기되어 있었는데, 이 역과 동대문역은 철도역이라고 하기 민망할 정도로 지나치게 가까이 붙어 있다. 동대문역 3번 출구 기준으로 동대문역 8번 출구가 동묘앞역 8번 출구보다 더 멀다.

## 역사
- 2000년 12월 15일: 서울 지하철 6호선 응암 ~ 상월곡 구간 개통과 함께 영업 개시 (출입구 4개)
- 2001년 11월 16일: 수도권 전철 1호선 환승역 착공
- 2005년 12월 21일: 수도권 전철 1호선 역 신설 개통과 함께 환승역이 됨, 1호선 출구 4개 개설, 6호선 8~9번 출구 개설 (출입구 10개)

## 역 구조
1호선은 2면 2선의 상대식 승강장이고 6호선은 1면 2선의 섬식 승강장이다. 두 노선 모두 스크린도어가 설치되어 있다.

### 1호선 승강장
| ↑신설동 |
| \| 하   |
| 동대문↓ |

| 상행 | ● 수도권 전철 1호선 | 신설동 · 청량리 · 광운대 · 의정부 · 연천 방면 (일반, 급행)      |
| 하행 | ● 수도권 전철 1호선 | 동대문 · 시청 · 서울역 · 인천 · 서동탄 · 신창 방면 (일반, 급행) |

### 6호선 승강장
| 신당↑    |
| 하 상 \| |
| ↓창신    |

| 상행 | ● 서울 지하철 6호선 | 한강진 · 삼각지 · 효창공원앞 · 월드컵경기장 · 응암 방면 |
| 하행 | ● 서울 지하철 6호선 | 창신 · 고려대 · 석계 · 태릉입구 · 신내 방면             |

## 환승 문제
1974년 8월 15일 1호선이 개통하였을 당시에는 1호선에 이 역이 없었다. 하지만 2기 지하철 계획이 세워지고 동묘 부근에 6호선 동묘앞역이 건설되면서 1호선과의 환승 문제가 거론되었다.
당초 계획은 6호선 동묘앞역과 1호선, 4호선 동대문역 간의 환승 통로를 연결하여 환승시키려는 것이었으나, 이 안은 환승 통로가 약 300m에 달하여 지나치게 길다는 이유로 백지화되었다. 그 대신 6호선 개통 직전인 2000년에 1호선 상에 역을 별개로 만들어 6호선과 환승 연계시키기로 결정하였다. 1호선 역사는 2005년 12월 21일에 완공되어 영업을 시작하였다.

## 출구 및 주변 정보
출구는 10개가 있다. 1~3, 10번 출구는 1호선, 4~9번 출구는 6호선의 출구이다. 최초에는 6호선 역의 출구만으로 1번부터 6번까지의 번호가 부여되어 있었고, 그 중 3~4번이 완공되지 않은 채로 번호를 비워놓고 영업을 개시하였으나, 2005년 12월 21일 1호선 역의 개업에 따라 출구 번호가 전면 개정되어 원래의 1~2, 5~6번 출구가 6~7, 4~5번 출구로 각각 번호가 바뀌었고 완공되지 않았던 3~4번은 각각 8~9번 출구로써 완공되기에 이르렀다. 아울러 1호선 역에는 4개의 출구가 새로 만들어져 1~3, 10번 출구가 되었다.
- 1번 출구 : 숭인공원
- 2번 출구 : 숭인2동행정복지센터, 서울전문학교
- 3번 출구 : 동묘공원, 종로산업정보학교
- 4번 출구 : 동묘파출소, 종로산업정보학교
- 5번 출구 : 창신1동행정복지센터, 청계천 다산교
- 6번 출구 : 창신1치안센터, 동대문시장
- 7번 출구 : 동문시장
- 8번 출구 : 흥인지문
- 9번 출구 : 종로구민회관, 창신3동주민센터
- 10번 출구 : 창신1동행정복지센터
- 동묘공원
- 서울다솜학교
- 종로중구적십자봉사원
- 창신1동
- 서울창신초등학교
- KRA 플라자 숭인지점
- 창신1동행정복지센터
- 종로산업학교
- 성동공업고등학교
- 동문시장
- 창신3동행정복지센터
- 종로구보건소동부진료소
- 이마트 청계천점
  - 일렉트로마트 청계천점
- 롯데시네마 황학

## 갤러리

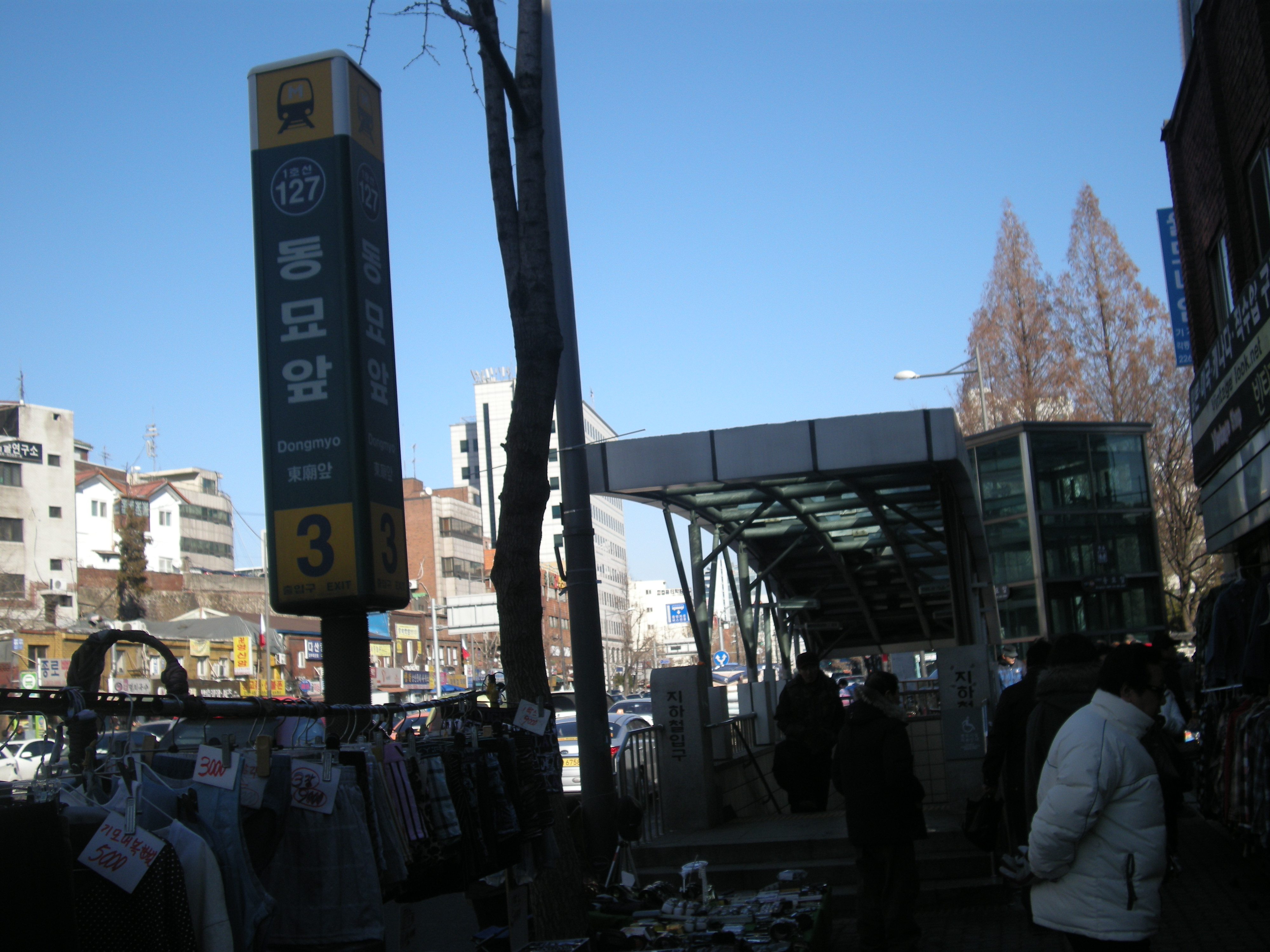
3번 출입구
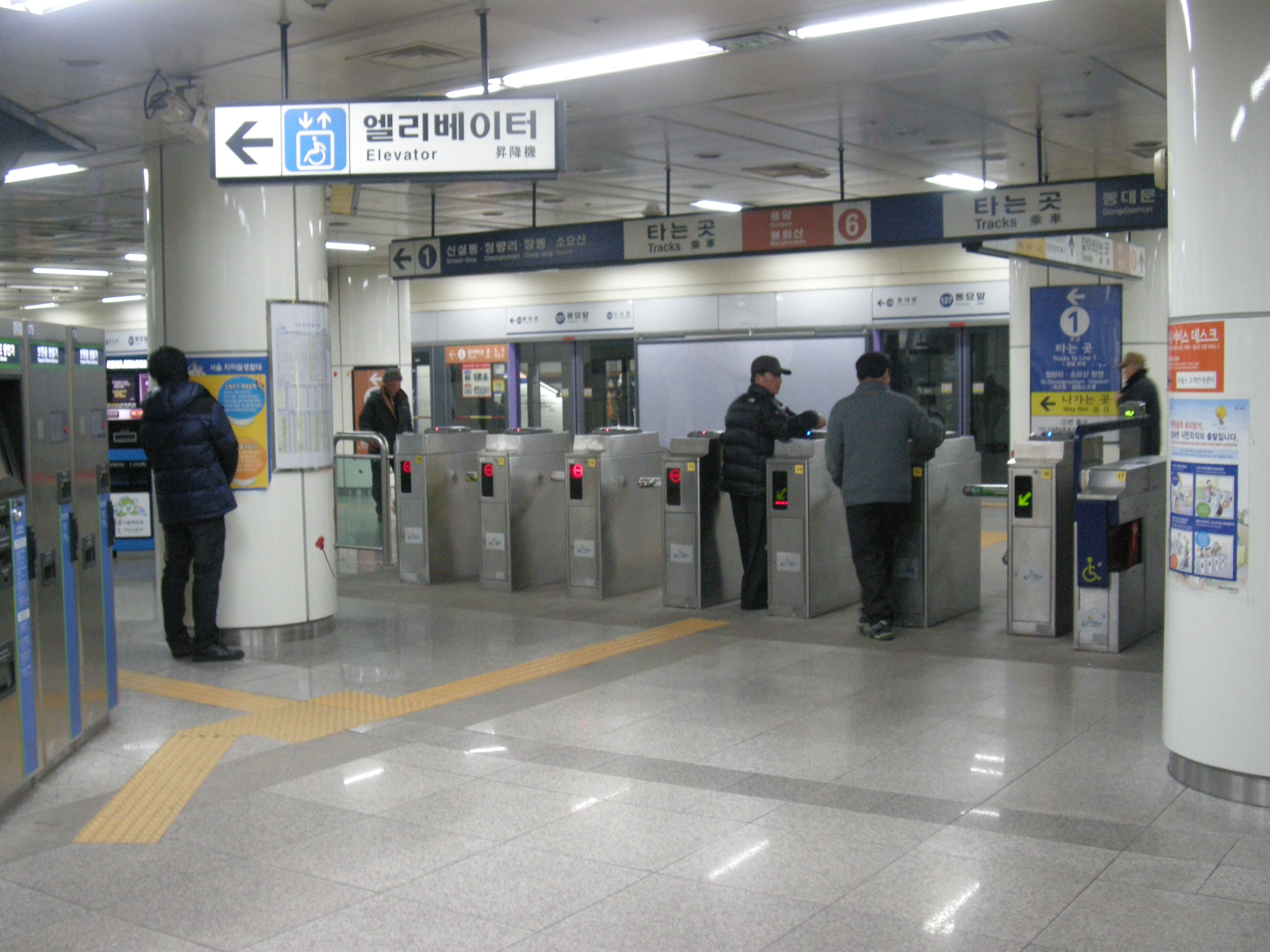
개찰구
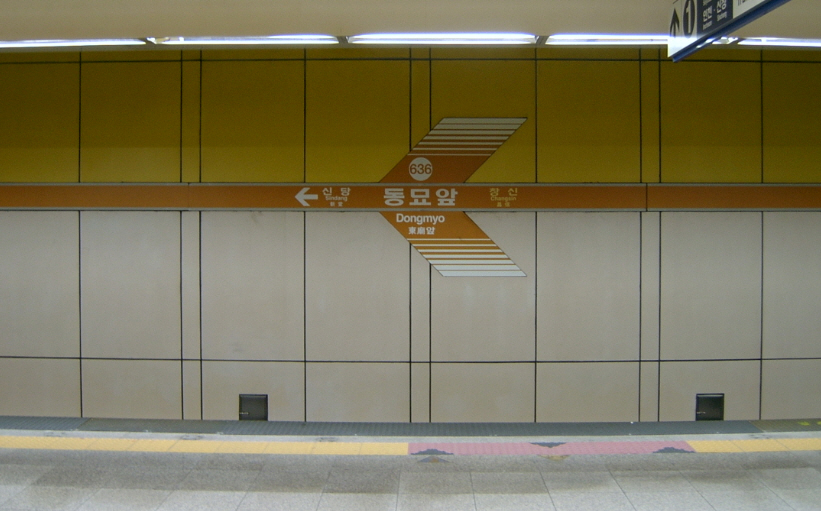
6호선 승강장 (스크린도어 설치 전)
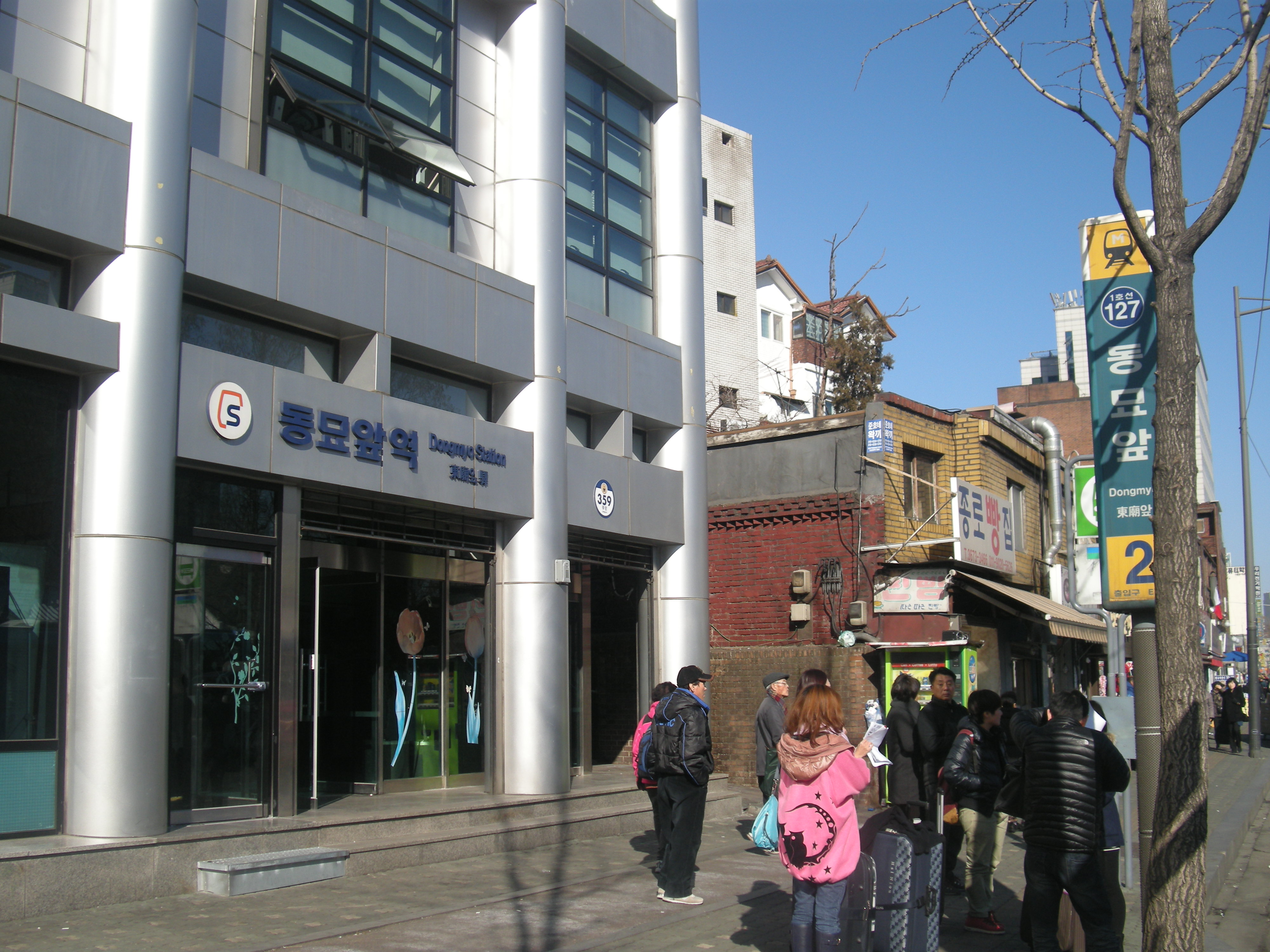
서울교통공사 사무실이 위치한 2번 출입구
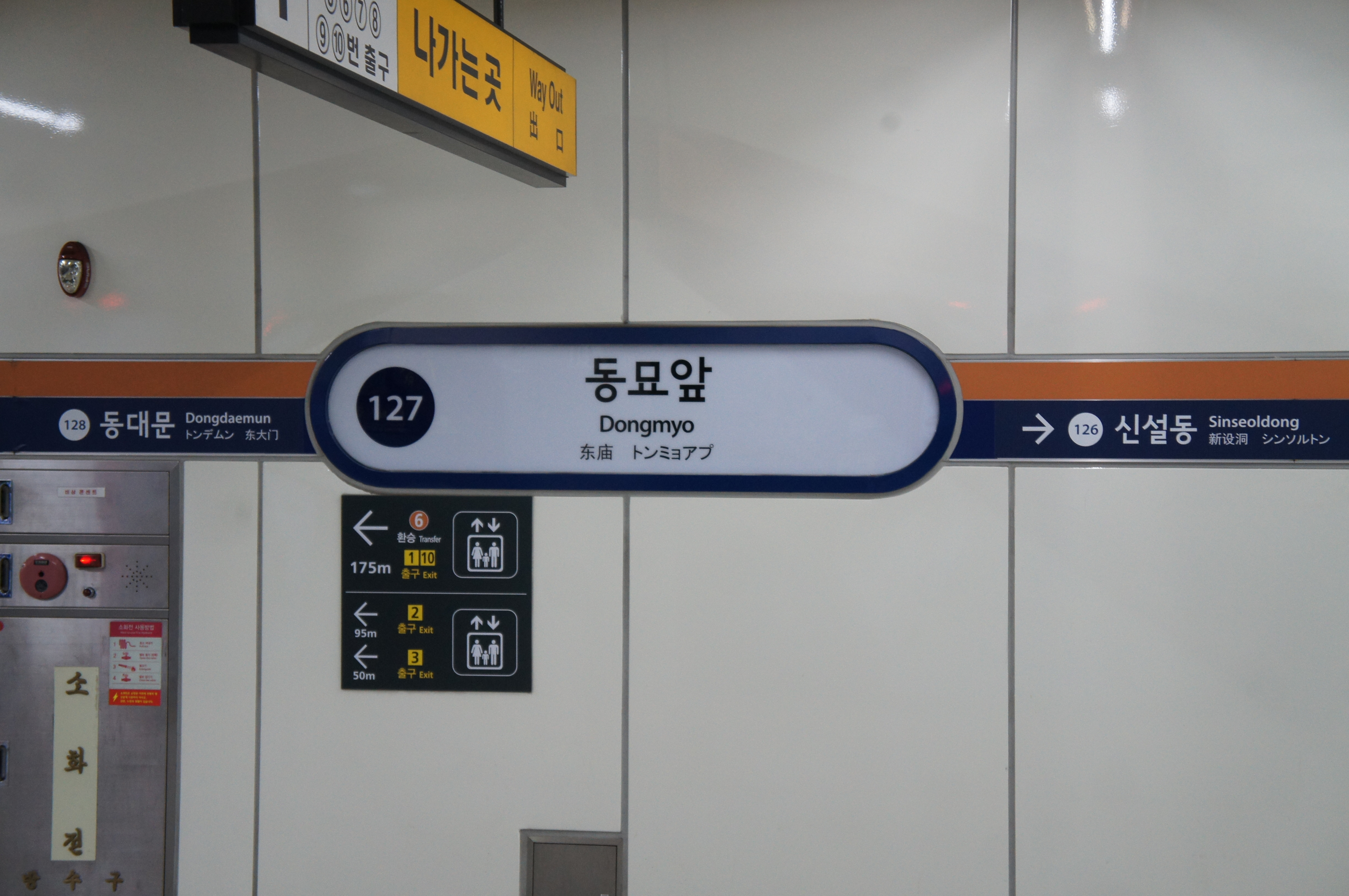
1호선 역명판
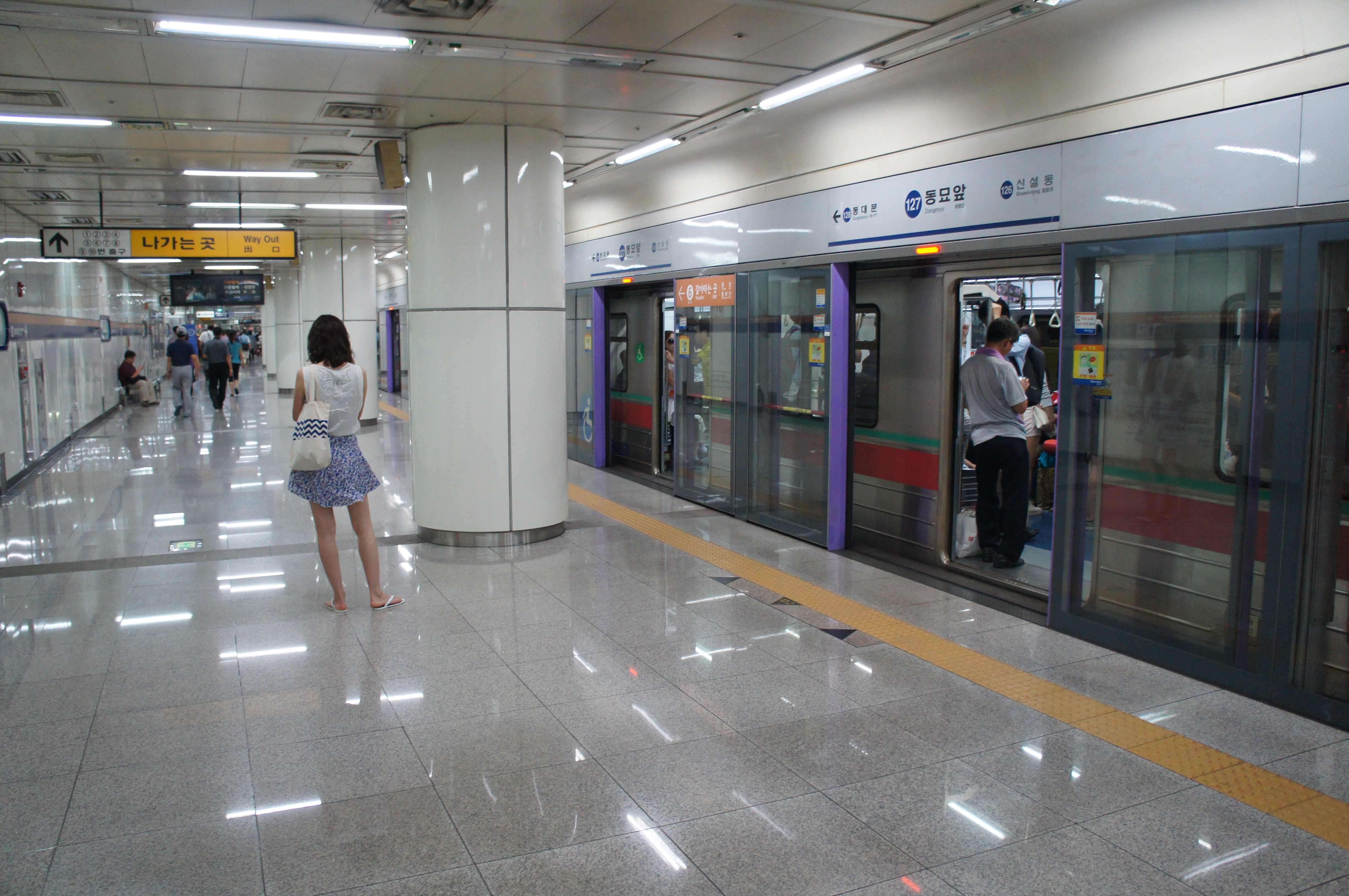
1호선 승강장

## 이용객 변동
1호선의 2005년 자료는 개통일인 2005년 12월 21일부터 12월 31일까지 11일간, 6호선의 2000년 자료는 개통일인 2000년 12월 15일부터 12월 31일까지 총 17일간의 집계를 반영한 것이다.
| 노선  | 노선   | 일평균 인원수 (명/일) | 일평균 인원수 (명/일) | 일평균 인원수 (명/일) | 일평균 인원수 (명/일) | 일평균 인원수 (명/일) | 일평균 인원수 (명/일) | 일평균 인원수 (명/일) | 일평균 인원수 (명/일) | 일평균 인원수 (명/일) | 일평균 인원수 (명/일) | 각주  |
| 노선  | 노선   | 2000년                | 2001년                | 2002년                | 2003년                | 2004년                | 2005년                | 2006년                | 2007년                | 2008년                | 2009년                | 각주  |
| ----- | ------ | --------------------- | --------------------- | --------------------- | --------------------- | --------------------- | --------------------- | --------------------- | --------------------- | --------------------- | --------------------- | ----- |
| 1호선 | 승차   | 미개통                | 미개통                | 미개통                | 미개통                | 미개통                | 2,845                 | 5,118                 | 6,565                 | 7,193                 | 7,606                 | [ 5 ] |
| 1호선 | 하차   | 미개통                | 미개통                | 미개통                | 미개통                | 미개통                | 3,615                 | 5,864                 | 7,211                 | 7,957                 | 8,288                 | [ 5 ] |
| 1호선 | 승하차 | 미개통                | 미개통                | 미개통                | 미개통                | 미개통                | 6,460                 | 10,982                | 13,776                | 15,151                | 15,893                | [ 5 ] |
| 6호선 | 승차   | 3,094                 | 5,113                 | 6,326                 | 6,021                 | 6,141                 | 6,504                 | 8,673                 | 8,744                 | 9,234                 | 9,285                 | [ 6 ] |
| 6호선 | 하차   | 2,753                 | 5,334                 | 6,487                 | 6,273                 | 6,386                 | 6,712                 | 7,996                 | 8,215                 | 8,700                 | 8,917                 | [ 6 ] |
| 6호선 | 승하차 | 5,847                 | 10,447                | 12,813                | 12,294                | 12,527                | 13,216                | 16,669                | 16,959                | 17,934                | 18,202                | [ 6 ] |
| 노선  | 노선   | 2010년                | 2011년                | 2012년                | 2013년                | 2014년                | 2015년                | 2016년                | 2017년                | 2018년                |                       |       |
| 1호선 | 승차   | 7,790                 | 8,292                 | 8,576                 | 9,013                 | 9,693                 | 9,802                 | 10,169                | 10,374                | 10,609                |                       |       |
| 1호선 | 하차   | 8,436                 | 8,943                 | 9,112                 | 9,497                 | 10,255                | 10,381                | 10,793                | 10,980                | 11,155                |                       |       |
| 1호선 | 승하차 | 16,226                | 17,235                | 17,688                | 18,510                | 19,948                | 20,183                | 20,962                | 21,534                | 21,764                |                       |       |
| 6호선 | 승차   | 9,610                 | 9,862                 | 9,599                 | 9,479                 | 9,656                 | 9,314                 | 9,209                 | 9,153                 | 9,465                 |                       |       |
| 6호선 | 하차   | 9,514                 | 9,808                 | 9,552                 | 9,405                 | 9,587                 | 9,220                 | 9,073                 | 9,005                 | 9,653                 |                       |       |
| 6호선 | 승하차 | 19,125                | 19,669                | 19,151                | 18,884                | 19,243                | 18,534                | 18,282                | 18,158                | 19,118                |                       |       |

## 인접한 역
| 서울 지하철 1호선                            | 서울 지하철 1호선                                                          | 서울 지하철 1호선                                 |
| -------------------------------------------- | -------------------------------------------------------------------------- | ------------------------------------------------- |
| 126 신설동 연천 방면 광운대 방면 청량리 방면 | ● 수도권 전철 1호선 경원-경인선 완행 · 경원선 급행 경부선 완행 경부선 급행 | 128 동대문 인천 방면 서동탄 · 신창 방면 신창 방면 |
| 서울 지하철 6호선                            |                                                                            |                                                   |
| 635 신당 응암 순환                           | ● 서울 지하철 6호선                                                        | 637 창신 신내 방면                                |

## 같이 보기
- 동관왕묘